# Гетчелл, Эдит Лоринг
Эдит Лоринг Гетчелл (англ. Edith Loring Getchell, урождённая Peirce; 1855—1940) — американская художница и гравёр.
Высоко ценился «изысканный» тонализм её офортов, рисунков и акварелей. Художница отличалась своим мастерством, эстетическими ценностями и подходом к изображению американского пейзажа.

## Биография
Родилась 25 января 1855 года в Бристоле, штат Пенсильвания.
Гетчелл изучала живопись, гравюру и текстильный дизайн в Филадельфийской школе дизайна для женщин. В числе её учителей были: тоналист Уильям Сартейн, художник Питер Моран (Peter Moran), наиболее известный своими гравюрами на темы животных, а также его братья — художники Томас и Эдвард.
В Пенсильванской академии изящных искусств Эдит Гетчелл училась у художника-пейзажиста Роберта Гиффорда, а также у художника-реалиста Томаса Икинса, который позже написал хорошо принятый портрет мужа Гетчелл. Также художница в частном порядке брала уроки у художника-пейзажиста и гравера Стивена Пэрриша.
Умерла 18 сентября 1940 года в Вустере.

## Творчество
Эдит Лоринг Гетчелл была одной из двух женщин, включенных в 1886 году в книгу о 25 ведущих американских офортистах Америки. В следующем году её пригласили принять участие в выставке «Women Etchers of America» — первой в истории всесторонней экспозиции работ женщин-офортистов. В этом же году она была принята в художественный клуб — Нью-Йоркский гравёрный клуб, состоящий почти только из мужчин.
В течение следующих лет работы Гетчелл часто печатались, широко приобретались американскими художественными музеями, выставлялись в Лондоне, Париже и по всей территории Соединённых Штатов. В 1908 году Художественный музей Вустера организовал двухнедельную персональную выставку её офортов.
После её смерти, в 1988 году Музей искусств Хай в Атланте организовал выставку «American Women of the Etching Revival», где была представлена Эдит Гетчелл.
Художница была членом следующих художественных организаций: California Society of Etchers, Чикагское общество офортистов, Нью-Йоркский гравёрный клуб, Philadelphia Sketch Club, Philadelphia Society of Artists. Её работы находятся во многим музеях США, а также в Библиотеке Конгресса и в Нью-Йоркской публичной библиотеке.